# سسیل اسمی عماری
سسیل اسمی عماری (انگلیسی: Cecile Esmei Amari؛ زادهٔ ۲۰ نوامبر ۱۹۹۱) بازیکن فوتبال اهل ساحل عاج است.
از باشگاه‌هایی که در آن بازی کرده‌است می‌توان به باشگاه فوتبال الوداد کازابلانکا اشاره کرد.
وی همچنین در تیم ملی فوتبال زنان ساحل عاج بازی کرده‌است.